# Juan Corzo y Príncipe
Juan Corzo y Príncipe, né le 24 juin 1873 à Madrid (Espagne) et mort le 27 septembre 1941 à La Havane (Cuba), est un joueur d'échecs cubain.
Corzo y Príncipe émigre en 1887 vers Cuba, où il devint l'un des meilleurs joueurs d'échecs du pays. Il perdit en 1901 sur un score de 6-7 (+3-4=6) un match contre José Raúl Capablanca, alors âgé de 13 ans.
Il demeura après cette défaite et l'ascension vertigineuse de Capablanca l'un des meilleurs joueurs cubains et joua un rôle déterminant dans la publication du Capablanca's Chess Magazine. Il était l'un des fondateurs de la fédération cubaine des échecs.